# Bałakiriewo
Bałakiriewo – osiedle typu miejskiego w Rosji, w obwodzie włodzimierskim. W 2007 liczyło 9 296 mieszkańców.